# Ширавов, Абдурахман Арсанбекович
Абдурахман Арсанбекович Ширавов (15 апреля 1920 года — 1997 год) — старший сержант Рабоче-крестьянской Красной Армии, участник Великой Отечественной войны, Полный кавалер Ордена Славы. По национальности Кумык.

## Биография
Родился 15 апреля 1920 года в селе Уллу-Буйнак, Темир-Хан-Шуринский округ, Дагестанская область, РСФСР. (ныне село — Уллубийаул Карабудахкентского района Республики Дагестан) в крестьянской семье. Образование начальное. Трудился в колхозе. В Красной Армии с 1940 года. Окончил полковую школу, на фронте в Великую Отечественную с первых дней войны. В 1946 году, после демобилизации вернулся на родину. Работал заместителем директора совхоза по хозяйственной части. Жил в городе Махачкале до 1997 года..

## Награды
- 18 июня 1944 года награждён Орденом Славы 3-й степени.
- 13 декабря 1944 года награждён Орденом Славы 2-й степени.
- 15 мая 1946 года награждён Орденом Славы 1-й степени.
- Также был награждён Орденами Отечественной войны двух степеней и многими правительственными орденами и медалями.